# روث براون
روث الستون براون (انگلیسی: Rutا Alston Brown; ۱۲ ژانویهٔ ۱۹۲۸ – ۱۷ نوامبر ۲۰۰۶) خواننده، بازیگر، و ترانه‌پرداز اهل ایالات متحده آمریکا بود که بین سال‌های ۱۹۴۹ تا ۲۰۰۶ میلادی فعالیت می‌کرد. گاهی اوقات از او به عنوان ملکه ریتم و بلوز نیز یاد می‌شود. او به خاطر تلفیق سبک موسیقی پاپ با موسیقی ریتم و بلوز در یک مجموعه آهنگ‌های موفق که برای آتلانتیک رکوردز در دهه ۱۹۵۰ ساخته، مانند «خیلی طولانی»، «اشک از چشمانم جاری است» و «او با دخترت بدرفتاری می‌کند» مورد توجه قرار گرفت. نقش او در موفقیت آتلانتیک رکوردز باعث شد از این کمپانی به‌عنوان «خانه‌ای که توسط روث ساخته شده» (اشاره به نام قدیمی استادیوم یانکی) یاد شود. براون در سال ۱۹۹۳ وارد تالار مشاهیر راک اند رول شد.
پس از تجدید حیاتی که در اواسط دهه ۱۹۷۰ آغاز شد و در دهه ۱۹۸۰ به اوج خود رسید، براون از نفوذ خود برای فشار بر حقوق نوازندگان در مورد حق امتیاز و قراردادها استفاده کرد. این تلاش‌ها به تأسیس بنیاد ریتم اند بلوز انجامید. اجرای او به نام سیاه و آبی در تئاتر موزیکال برادوی برای براون جایزه تونی و جایزه ضبط اصلی برنده جوایز گرمی را به ارمغان آورد. براون در سال ۲۰۱۶ جایزه یک عمر دستاورد گرمی را دریافت کرد. در سال ۲۰۱۷، براون به تالار مشاهیر ملی ریتم اند بلوز راه یافت. در سال ۲۰۲۳، رولینگ استون براون را در رتبه ۱۴۶ در فهرست ۲۰۰ خواننده برتر تمام دوران قرار داد.
براون عمه خواننده رپ راکیم است. از فیلم‌ها یا برنامه‌های تلویزیونی که وی در آن نقش داشته است می‌توان به اسپری مو، زیر رنگین‌کمان اشاره کرد.

## حرفه موسیقی
در سال ۱۹۴۵ زمانی که ۱۷ سال داشت، روث به همراه جیمی براون (که بعدها با او ازدواج کرد) از خانه خود در پورتسموث فرار کرد تا در کافه‌ها و کلوب‌ها بخواند. او سپس یک ماه را با ارکستر لاکی میلیندر گذراند. مبارزه براون برای حقوق و حق امتیاز نوازندگان در سال ۱۹۸۷ منجر به تأسیس بنیاد ریتم اند بلوز در سال ۱۹۸۸ شد. او یکی از اولین دریافت کنندگان جایزه پیشگام در سال ۱۹۸۹ بود. در سال ۱۹۸۹، او آلبومی به نام «بلوز اند برادوی» منتشر کرد که برنده جایزه گرمی برای بهترین اجرای آواز جاز زنان شد. او در سال ۱۹۹۲ به تالار مشاهیر جاز اوکلاهما و در سال ۱۹۹۳ به تالار مشاهیر راک اند رول راه یافت. در سال ۲۰۲۳، رولینگ استون براون را در رتبه ۱۴۶ در فهرست ۲۰۰ خواننده برتر تمام دوران قرار داد. 

## مرگ
براون در ۱۷ نوامبر ۲۰۰۶ در بیمارستانی در منطقه لاس وگاس به دلیل عوارض ناشی از حمله قلبی و سکته مغزی که پس از عمل جراحی در ماه قبل متحمل شده بود، درگذشت. او در زمان مرگ ۷۸ سال داشت. کنسرت یادبودی برای او در ۲۲ ژانویه ۲۰۰۷ در کلیسای باپتیست حبشی در هارلم، نیویورک برگزار شد. براون در پارک یادبود روزولت، شهر چساپیک، ویرجینیا به خاک سپرده شده است.